# 구키촌
구키촌(九鬼村)은 일본 미에현 기타무로군에 설치되었던 촌이다. 현재의 오와세시의 일부에 해당한다.